# Petzit

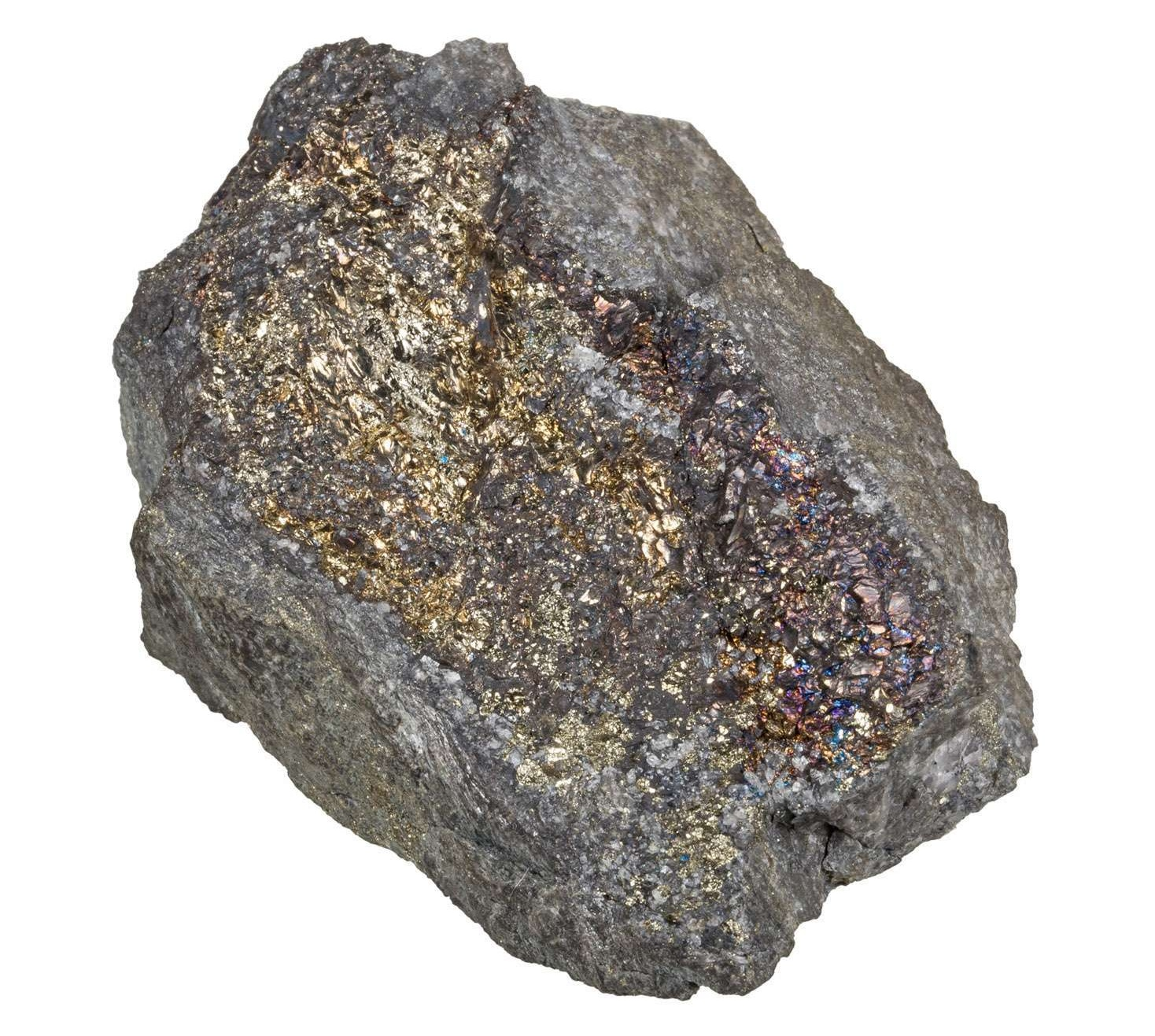
Petzit

Petzit är en tellurit av silver och guld med kemisk beteckning Ag3AuTe2, som vanligtvis avsätts av hydrotermisk aktivitet. Mineralet är metallglänsande, stålgrått till järnsvart med specifik vikt på 6-9,4 och bildar isometriska kristaller, som vanligtvis förekommer tillsammans med sällsynta tellur- och guldmineraler, ofta med silver, kvicksilver och koppar.
Namnet kommer från kemisten W. Petz, som först analyserade mineralet från typorten i Săcărâmb, Transsylvanien, Rumänien 1845. Det beskrevs av Wilhelm Karl Ritter von Haidinger 1845 och tillägnades W. Petz som hade utfört den första analyser.
Petzit bildar tillsammans med uytenbogaardtit (Ag3AuS2) och fischesserit (Ag3AuSe2) uytenbogaardtitgruppen.

## Förekomst
Petzit är ett av de vanligaste guldmineralen och förekommer i Rumänien (Nagyág), Kalifornien, Colorado (bland annat i Cripple Creek-distriktet) och Western Australia (vid Kaalgorie). Det förekommer med andra tellurider i guldåderavlagringar. Det är vanligtvis förknippat med naturligt guld, hessit, sylvanit, krennerit, calaverit, altait, montbrayit, melonit, frohbergit, tetradymit, rickardit, vulcanit och pyrit.